# François Nicolas (révolutionnaire)
François Nicolas, aussi nommé François-Stanislas Nicolas, né le 14 septembre 1795 à Saint-Marc-sur-Richelieu (Bas-Canada) et mort le 15 février 1839 à Montréal (Bas-Canada), fut un instituteur ainsi qu'un partisan patriote du Bas-Canada. Suite aux événements de la rébellion des Patriotes, il est l'un des Patriotes exécutés le 15 février 1839 à la prison du Pied-du-Courant de Montréal.

## Biographie
François-Stanislas Nicolas est le fils d’Étienne Nicolas et de Louise Borgia Levasseur. Il est élevé par son oncle François Borgia, un avocat et député de Québec. Selon le Répertoire du patrimoine culturel du Québec, il participe à toutes les assemblées populaires qui précèdent les rébellions. Le 26 juin 1837, il est l'un des signataires d'un article dans le journal The Vindicator invitant les citoyens du comté de l'Acadie à assister à une assemblée patriotique le 12 juillet suivant à Saint-Cyprien-de-Napierville. Lors de la bataille de Saint-Denis, le 27 novembre de la même année, il dirige au combat un groupe d'une vingtaine de patriotes armés. Il y tient un pavillon rouge sur lequel est inscrit le mot « Liberté ». Le groupe fait alors prisonnier le loyaliste et délateur Joseph Armand dit Chartrand à Saint-Jean. Ce dernier est conduit dans un boisé appelé « Petit Bernier » et est abattu.
Il est ensuite emprisonné le 23 janvier 1838 et accusé de haute trahison et de meurtre, mais il est acquitté par un jury de Canadiens français le 7 septembre 1838, qui a jugé que l'exécution s'était déroulée conformément aux lois militaires. Il part alors aux États-Unis préparer la seconde révolte de 1838. Pendant l'automne 1838, lors du rassemblement de Saint-Cyprien-de-Napierville, il prend part aux combats aux côtés de Robert Nelson comme capitaine à Odelltown le 9 novembre 1838. Il est emprisonné à nouveau le 18 janvier 1839. Cette fois, il est condamné à mort en cour martiale. À son arrivée à la prison du Pied-du-Courant, un gardien lui montre les cordes prêtes à le pendre, lui et ses codétenus. Il répond : «Je mourrai comme j'ai vécu, un Patriote». Il meurt exécuté par pendaison le 15 février 1839. Avant sa mort, il a pour dernières paroles les suivantes:

« Je ne regrette qu’une chose, c’est de mourir avant d’avoir vu mon pays libre, mais la Providence finira par en avoir pitié, car il n’y a pas un pays plus mal gouverné dans le monde. »

— François Nicolas